# LGV Moscou-Kazan
La LGV Moscou-Kazan (russe BСМ Москва—Казань) est le premier projet de ligne à grande vitesse pour passagers en Russie. La ligne desservirait les villes de Moscou, Vladimir, Nijni Novgorod, Tcheboksary et Kazan, avec une perspective à moyen terme de prolongement jusqu'à Iekaterinbourg, puis jusqu'à Pékin.

## Historique du projet
Le projet représente un investissement de plus de mille milliards de roubles. La réalisation serait attribuée à une filiale de RJD nommée Voies Rapides OJSC,.
La LGV serait utilisée par des trains à grande vitesse allant jusqu'à 400 km/h, des trains régionaux accélérés allant jusqu'à 200 km/h pour des trajets allant jusqu'à 200 km, des trains de nuit longue distance accélérés et du fret (allant jusqu'à 160 km/h).
Le trajet entre Moscou et Kazan (770 km) serait ainsi effectué en 3h30, et à long terme, le trajet entre Moscou et Iekaterinbourg (1 595 km) ne prendrait pas plus de 8 heures. Après la réalisation de la section entre Moscou et Kazan, la durée du trajet entre Moscou et Iekaterinbourg serait réduite à 14 heures et pourrait être effectuée par des trains de nuit combinés,.
Les trains à grande vitesse partiront de la Gare de Koursk, dont on projette qu'elle sera le point de départ de deux LGV, une vers Kazan, l'autre vers Adler.
La construction créera 370 000 emplois.
Les initiateurs du projet en 2009 étaient le gouvernement de l'oblast de Sverdlovsk et le gouvernement de la république du Tatarstan.
Le commanditaire du design des projets de lignes de chemin de fer est la société RJD, qui assurera la direction de projet, la conformité aux critères de sécurité des transports et les planifications de la ligne. La construction des LGV serait sous la responsabilité de RJD comme des concessionnaires. La majorité des LGV restera détenue par l'État russe.
Au cours d'une réunion le 6 novembre 2013, Poutine a décidé de mettre le projet de côté en raison du manque de préparation du modèle financier de la LGV et de l'absence de garantie de retour sur investissement.
Le 2 décembre 2013 lors de la conférence "Transports à Grande Vitesse en Russie : problèmes, moyens et perspectives de développement" à Moscou, le vice-président de RJD Alexandre Misharin a déclaré en présence de hauts représentants de grands groupes de chemin de fer et d'ingénierie internationaux, que le modèle financier avait été repris et serait présenté au gouvernement de la fédération de Russie au cours des mois suivants, et que le projet de LGV "serait à coup sur réalisé dans les années à venir". Des déclarations analogues ont été ensuite faite par l'adjoint du président de la fédération de Russie Igor Levitin,.
Le projet fait partie des prévisions de développement socio-économique de la Russie jusqu'à 2030, de l'actualisation de la stratégie de transports jusqu'à 2030, et est prévu par le schéma général de développement des voies ferrées de Russie.
Le 28 janvier 2014, le modèle d'investissement mis à jour, qui prévoit un coût de projet de 1 068,5 milliards de roubles (comprenant des subventions publiques de 360 milliards de roubles) est présenté au Gouvernement de Russie>.
Le 4 mars 2014, un road-show à Moscou est tenu, au cours duquel le projet suscite l'intérêt d'investisseurs d'Allemagne (Siemens), de France (Bouygues, Systra, SNCF, Vinci), d'Italie (Salini), d'Espagne (entreprise de construction OHL), de Turquie, de compagnies chinoises, et de fonds d'investissement américains. En septembre 2014 la Banque de Développement de Chine a exprimé son intérêt pour le projet.
Le 13 octobre 2014, le Ministère des Transports, RJD, le Comité d'État de la RPC pour le Développement et la Réforme, et la société des Chemins de Fer Chinois ont signé en présence du Premier Ministre russe Dmitri Medvedev à Moscou un memorandum de collaboration dans le domaine des transports à grande vitesse. Le but du memorandum est la conception du projet de corridor de transport à grande vitesse eurasiatique Moscou-Pékin, qui englobe le projet de LGV prioritaire Moscou-Kazan. Le 8 mai 2015, les parties chinoises et russes, en présence de Poutine et de Xi Jinping, ont signé un memorandum qui définit que la LGV sera construite selon les technologies chinoises avec la participation de compagnies russes.
En juin 2015, le président de RJD a déclaré que la conception du projet prendrait 2 ans, et sa construction 5 ans.

### Idée

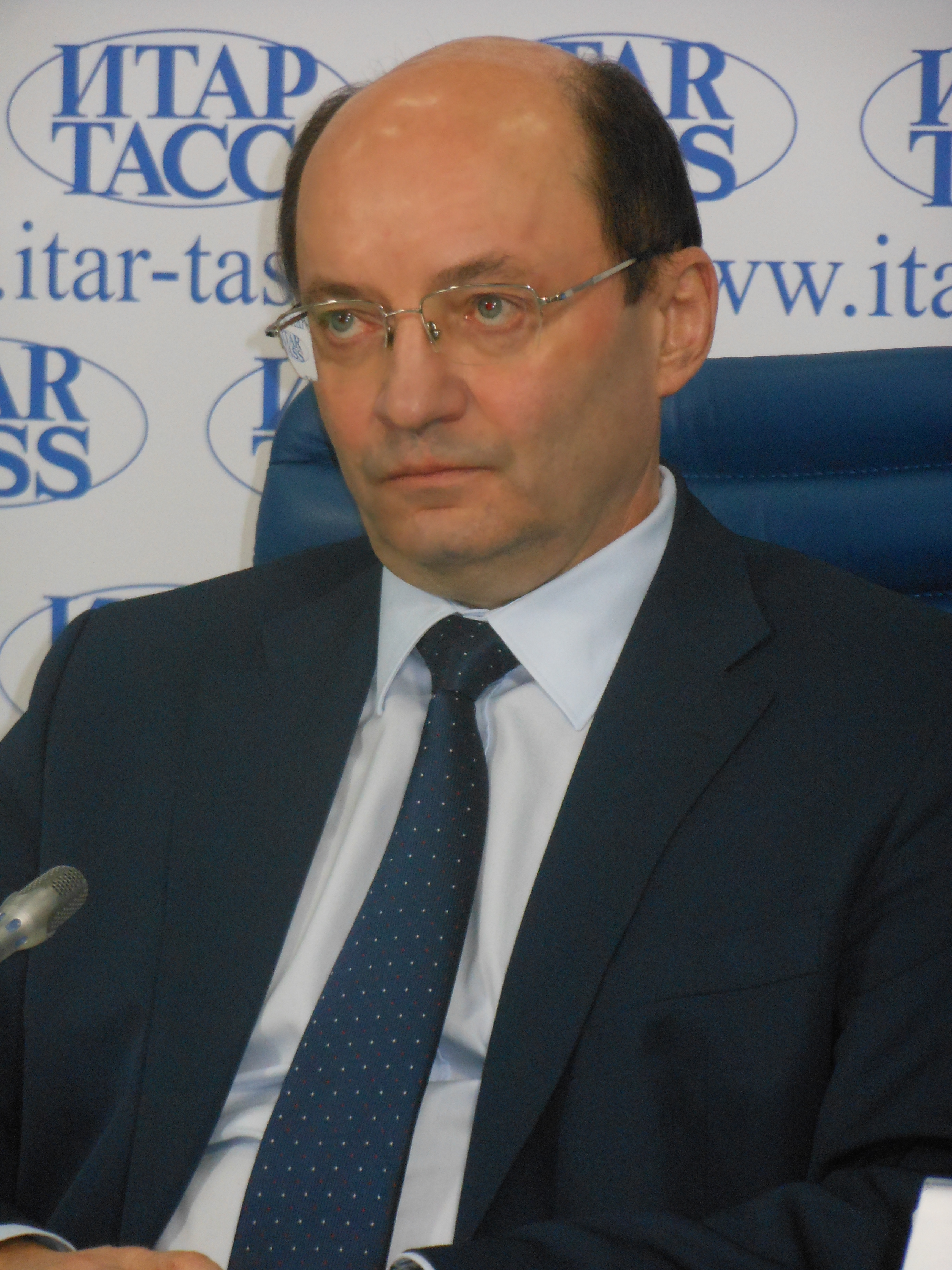
Alexandre Misharin présente le projet de LGV Moscou-Kazan à ITAR-TASS le 20 février 2014

L'idée de LGV entre Moscou et Iekaterinbourg a été émise pour la première fois en 2009 par Alexandre Misharin, alors gouverneur de l'oblast de Sverdlovsk, ex adjoint au ministre des moyens de communication, aujourd'hui vice-président de RJD et directeur général de Voies Rapides OJSC.
Une proposition a été faite le 24 novembre 2009 lors d'une réunion du présidium du Conseil d'État de Russie à Oulianovsk,.
En 2010, Misharin a présenté le projet au forum d'affaires international sur les voies ferrées «Partenariat Stratégique» à Sotchi. Le projet a été soutenu par le président de la république du Tatarstan Rustam Minnikhanov. Les gouvernements de la république du Tatarstan et de l'oblast de Sverdlovsk ont créé en 2010 une société destinée au projet de LGV. L'oblast de Sverdlovsk a dépensé 200 millions de roubles dans cette société; ces dépenses n'ont pas été sanctionnées par le gouvernement de Russie, qui n'a pas non plus établi de relations avec cette société.
En 2012, le flux de passagers voyageant de Moscou vers Kazan était estimé à 4,7 millions par an en tenant compte des destinations intermédiaires.

### Dépenses et financement
Les toutes premières estimations par Misharin en 2009 chiffraient la LRT Moscou-Iekaterinbourg à environ 2 500 milliards de roubles. Par la suite, l'ancien directeur général de Voies Rapides OJSC Denis Muratov a estimé le projet entre 1 300 et 1 800 milliards de roubles. En mai 2013, le coût de la LRT Moscou-Kazan a été estimé par Vladimir Yakounine à 928 milliards de roubles, même s'il a haussé ce chiffre à 1000 milliards de roubles au forum mondial de l'investissement à Sotchi en septembre 2013,. En janvier 2014, à la suite des critiques du Gouvernement de Russie et des experts, RJD a baissé les dépenses proposées de 6 % et publié un prix actualisé de 949 milliards de roubles; pourtant, en tenant compte de l'inflation et de l'inévitable hausse des prix, le montant des travaux devrait dépasser les 1000 milliards de roubles.
Le 27 mai 2013, lors de la réunion sur les perspectives de développement de LGV à Sotchi, Poutine a annoncé la décision de construire la LGV Moscou-Kazan entre 2014 et 2018, avec un prolongement potentiel jusqu'à Iekaterinbourg. Dans cette optique, l'ancien projet de LGV Moscou-Saint Petersbourg est reporté sine die.
La construction de la LGV coûte plus de 1000 milliards de roubles (dont 650 milliards de roubles de subventions) et devrait être réalisé en PPP. L'investissement dans ce méga-projet proviendrait du budget gouvernemental, du fonds national de prévoyance, de la caisse des pensions, d'investisseurs privés et de crédits extérieurs.
Dans le but d'augmenter la rentabilité du projet jusqu'à 20 % et pour attirer les investisseurs privés, il est prévu de ne pas introduire d'impôt foncier sur les propriétés en lien avec l'infrastructure, d'exonérer d'impôt sur les bénéfices les subventions pour le remboursement des dépenses liées au design, à la construction et à l'exploitation de la ligne, de mettre en place une TVA à taux zéro sur les services en relation avec la location et l'utilisation de l'infrastructure, et les services de transport sur la LGV.
Pourtant, le 6 novembre 2013 lors d'une réunion avec Poutine, le vice premier ministre Igor Chouvalov a constaté que malgré les calculs présentés, les coûts du projet n'était pas encore clair, ni les délais de remboursement des emprunts, pas plus que la rentabilité finale.  
L'implication du budget gouvernemental est une condition essentielle pour attirer des investissements étrangers; en son absence, le projet paraîtrait trop risqué, selon RJD, compte tenu du coût élevé et de la longue période de retour sur investissement (22 à 37 ans d'après les estimations les plus prudentes).
Le modèle d'investissement mis à jour présenté au Gouvernement de Russie le 28 janvier 2014 prévoit un investissement total de 1 068,5 milliards de roubles, en tenant compte des subventions publiques de 360 milliards de roubles. La section Moscou-Vladimir, d'un coût de 191,1 milliards de roubles, sera construite par RJD avec le soutien du gouvernement et d'autres fonds publics. Les trois sections restantes représentent un montant de 595,8 milliards de roubles (Vladimir-Nijni Novgorod - 226,9 milliards de roubles, Nijni Novgorod-Tcheboksary - 232 milliards de roubles, Tcheboksary-Kazan - 136,9 milliards de roubles) et seront construites aux frais des concessionnaires. Pour la construction et la modernisation des gares et dépôts, RJD dépenserait 160,8 milliards de roubles, le matériel roulant neuf pourrait être acquis pour 50,1 milliards de roubles, les systèmes de communications pour 48,3 milliards de roubles, le détournement des réseaux coûterait 66,8 milliards de roubles et les routes 53,8 milliards de roubles.
Selon une estimation commune de RJD et du Centre d'études stratégiques publiée le 20 février 2014, la LGV peut être construite en 2019; les effets économiques multiples du projet ajouteraient au PIB 7200 milliards de roubles entre 2019 et 2030, et les rentrées supplémentaires pour le budget fédéral seraient de l'ordre de 2300 milliards de roubles, soit 2 à 7 fois l'investissement initial dans le projet. De plus, d'autres effets bénéfiques sont à attendre à Moscou et dans l'oblast de Moscou,.
Lors de la présentation du projet de LGV au forum international d'investissement "Sotchi 2014" le 22 septembre, son importance stratégique a été soulignée et il a été déclaré que le seul obstacle à sa réalisation était son coût élevé. La Banque Chinoise de Développement a manifesté son intérêt pour le projet, notamment pour la perspective d'extension de la ligne jusqu'à Pékin (à environ 8 000 km), dont on estime le temps de trajet à 30 heures et le coût du tronçon russe entre 2500 et 2800 milliards de roubles,. Le coût de la construction complète de la LGV Moscou-Pékin en passant par Kazan, Iekaterinbourg, Astana, Irkoutsk, Khabarovsk, et Oulan-Bator est estimé à 245 milliards de dollars en se basant sur la technologie chinoise, avec laquelle 1 km de voie coûte en moyenne 33 millions de dollars (contre 50 millions pour la technologie européenne),.
Des compagnies européennes de chemin de fer et d'ingénierie d'Italie, de France, d'Espagne et d'Allemagne avaient exprimé leur intérêt pour le projet, mais il devint clair au cours de l'été 2015 qu'elles n'y participeraient pas à cause des sanctions occidentales contre la Russie.

## Conception du projet

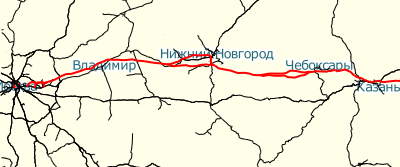
Schéma de la ligne à l’horizon 2030

Le conseil technique de RJD a validé le tracé de la LGV en juillet 2013. Le tracé, d'une longueur de 770 km, part de Moscou pour arriver à Kazan en passant à proximité de Vladimir, Nijni Novgorod et Tcheboksary, et franchit sept régions de Russie : Moscou, l'oblast de Moscou, l'oblast de Vladimir, l'oblast de Nijni Novgorod, la république Tchouvache, la république des Maris, et la république du Tatarstan. Le tracé ne doit pas passer par les zones protégées d'importance fédérale.
20 milliards de roubles sont nécessaires pour la réalisation des reconnaissances préliminaires, la source de ces dépenses n'a pas été définie.
Selon les estimations préliminaires, la construction de la ligne peut commencer en 2015 et être en partie terminée au premier semestre 2018, ce qui correspond à la Coupe du monde de football de 2018, et pleinement en service en 2019. Selon une étude financière plus minutieuse du ministre des finances Anton Silouanov, seul le tronçon Moscou-Nijni Novgorod pourrait être achevé en 2018.
Les longueurs des différents tronçons selon les premières estimations s'établissent comme suit : Moscou-Validmir - 200 km, Vladimir-Nijni Novgorod - 215 km, Nijni Novgorod-Tcheboksary - 235 km, Tcheboksary-Kazan - 120 km.
15 stations ont été prévues sur la LGV : la Gare de Koursk (à Moscou), Noginsk, Orekhovo-Zouevo, Petoushki, Vladimir, Kovrov, Gorokhovets, Dzerjinsk, Aéroport de Strigino, Nijni Novgorod, Niva, Polyanki, Tcheboksary, Pomary, Kazan-2,. Le trafic sur la LGV à l'horizon 2030 est estimé à 34 paires de trains de passagers à grande vitesse, et 11 paires de trains régionaux accélérés.
La LGV comportera 795 ouvrages d'art, parmi lesquels : trois ponts uniques sur la Volga (d'une longueur de 4 kilomètres), l'Oka et la Soura, 50 ponts majeurs totalisant une longueur de 31 km, 78 ponts moyens, 49 estacades totalisant une longueur de 77 km, 33 ponts de voies ferrées et 128 d'autoroutes, 454 ouvrages hydrauliques. Il est prévu de faire circuler quotidiennement 24 trains dans chaque sens, voire plus en cas d'augmentation du flux de passagers. Il serait possible de faire circuler des trains de type Sapsan, Lastochka (Siemens) et des trains régionaux électriques accélérés,.
À la fin de 2016, la première section sera construite, avec une longueur d'un minimum de 100 km entre Nijni Novgorod et Tcheboksari, qui permettra de faire des premiers tests.
Au stade de la construction, 370 mille emplois seront créés, y compris dans les hautes technologies. Les industries qui bénéficieront le plus du chantier seront les secteurs des matériaux de construction, la métallurgie, et la construction de machines.
En 2014, des centres d'information régionaux au sujet de la LGV ont été ouverts à Vladimir et Nijni Novgorod.
En juin 2015, le coût total de la LGV a été évalué à 19,2 milliards de dollars. Au forum international d'économie de Saint Pétersbourg, Voies rapides OJSC et le consortium des designers ont signé avec la participation de MosGiproTrans, NijeGorodMetroProekt et China Railway Eryuan Engineering Group Co. Ltd un contrat pour la préparation de l'avant-projet d'un montant de 400 millions de dollars.

## Matériel roulant
Selon l'ingénieur principal de RJD Valentin Gapanovitch, le matériel roulant optimal sur la LGV serait des trains électriques de 8 wagons à double alimentation (la longueur des trains serait de l'ordre de 200 m), avec une vitesse allant jusqu'à 400 km/h et la possibilité de coupler ces trains. Un appel d'offres pour choisir le fournisseur de ces trains aurait dû être lancé à l'automne 2014, et n'a finalement pas eu lieu. Mais, au printemps 2015, c'est China Railways qui a été choisi, Alstom et Siemens ayant été exclus du fait de l'appartenance de la France et de l'Allemagne à l'OTAN. Depuis, Russes et Chinois envisagent même un train TGV « cargo » afin de transporter à grande vitesse des marchandises, dans le cadre de La Route de la Soie.

## Prix du billet
Quatre types de wagons sont prévus, selon différents tarifs : classe premium, classe affaire, première classe, et classe économique.
Le prix d'un billet, selon les estimations de RJD, s'établirait entre 2 et 8 roubles du kilomètre. Un billet de Moscou à Kazan (soit un voyage de 3h30) coûterait 3 800 roubles en 2018.Un billet entre Moscou et Tcheboksar coûterait 3 000 roubles (3h de trajet), pour Nijni Novgorod, 2 800 roubles (1h30 de trajet), pour Vladimir, 1 800 roubles (trajet de 50 minutes). Vers 2020, le flux de passagers annuel pourrait atteindre 7,4 millions de personnes. Les estimations révèlent que le trajet le plus populaire serait Moscou-Nijni Novgorod avec 3,3 millions de passagers annuels, puis Moscou-Kazan (2,09 millions de passagers par an). Vers 2030, un flux de passagers annuel de 10 millions est attendu.
En décembre 2013, Misharin a précisé que le tarif optimal pour obtenir la fréquentation maximale et les recettes les plus importantes se situerait autour de 3 roubles du kilomètre; un billet en classe économique dans ces conditions coûterait 2 300 roubles.
Les estimations du Centre d'études stratégiques montrent que les trains régionaux accélérés circulant dans l'oblast de Moscou (tronçon Moscou - Noginsk - Orekhovo-Zouevo - Vladimir) pourraient voir le prix du billet baisser jusqu'à 2 roubles du kilomètre sur ce tronçon en raison de la forte densité de population.

## Critiques
- Quelques experts, parmi lesquels le directeur de l'agence de recherche InfraNews Alexei Bezborodov et l'analiste expert de l'institut des problèmes de monopole naturels Evgueni Alekseev, ont douté que le projet soit jamais rentable. L'exploitation de la ligne Moscou-Iekaterinbourg permettrait de réduire le temps de trajet à 8 à 12 heures, ce qui est nettement plus que les 2 heures nécessaires par avion. Par conséquent, les passagers nantis préfèreront l'avion, tandis que les moins aisés se rabattront sur le train classique, dont le coût est plus adapté à leurs besoins[46].
- En septembre 2013, au forum international sur l'investissement de Sotchi, un certain nombre d'hommes politiques et d'experts se sont montrés sceptiques quant à l'efficacité de la LGV Moscou-Kazan.
- Le dirigeant du Ministère du développement économique Alexei Oulioukaev juge que le projet est risqué en raison de l'évaluation approximative des trafics de passagers futurs et de l'exagération de la demande de billets attendue[47].
- Le Ministre des finances de Russie Anton Silouanov est surpris que le projet de LGV, qui n'est pas encore commencé, ait déjà augmenté de 140 milliards de roubles[48].
- Le dirigeant de Sberbank Russie German Gref trouve les risques d'investissement très élevés et ne comprend pas d'où sont issus les 2 millions de passagers par an entre Vladimir et Kazan[49].
- Gref a aussi rappelé l'expérience d'exploitation du Tunnel sous la Manche, qui a coûté 10 milliards de livres sterling et ne rapporte pas plus de 2 millions d'euros de bénéfice par an, ce qui donne un retour sur investissement de 1000 ans[50]. Parallèlement, la première LGV du monde Tokyo-Osaka, d'une longueur de 552,6 km, mise en service le 1er octobre 1964, a commencé à apporter des bénéfices au bout de 3 ans seulement, et a remboursé les coûts de construction dès 1971[51],[52].
- Le 16 décembre 2013, des militants ont envoyé à Vladimir Poutine une pétition contre la construction de la LGV, demandant que le tracé qui traverse des milliers de parcelles privées soit modifié[45].
- Le 15 janvier 2014, au forum Gaïdar, le Premier Ministre Medvedev a souligné la prématurité du projet et expliqué que le gouvernement ne l'oublie pas, mais que de meilleures conditions économiques sont nécessaires pour sa réalisation[53].
- Le 4 février 2014, le directeur de l'institut économique des transports et des politiques de transport Mikhail Blinkin a émis l'opinion que les possibilités d'attirer des investisseurs privés dans le projet sont douteuses, et que les avantages du planning économique ne sont pas évidents[54].
- Le 20 février 2014, le directeur scientifique du Centre d'études stratégiques Mikhail Dmitriev a expliqué que le retour sur investissement de la LGV dépend d'une combinaison de facteurs, tels que : l'amélioration du niveau de vie dans les régions traversées par la ligne, la croissance de leur attractivité pour les investisseurs, l'émergence de nouvelles entreprises le long de la LGV, le développement des relations commerciales, la hausse des prix de l'immobilier dans la zone d'influence de la LGV, la croissance du potentiel touristique des villes traversées par la LGV. Ces facteurs participent pleinement au retour sur investissement, la vente des billets ne représentant qu'une faible participation à ce dernier[5].